# Nicèfor Brienni el Vell
Nicèfor Brienni fou un famós general romà d'Orient que es va revoltar contra l'emperador Miquel VII Ducas i es va proclamar emperador a Dirràquion el 1077.
En l'Alexíada, la historiadora Anna Comnena el descriu com «un guerrer consumat que descendia d'un dels llinatges més il·lustres [i] destacava per la seva grandària, la seva cara formosa, el seu enteniment, que era superior al dels seus contemporanis, i la força dels seus braços, qualitats que el feien mereixedor d'exercir l'imperi».
Encara que tenia el poble al seu favor, va sorgir un tercer pretendent, Nicèfor Botaniates, que tenia el suport del clergat i de l'aristocràcia i va aconseguir prendre el poder sota el nom de Nicèfor III Botaniates.
Aquest va enviar forces contra Nicèfor Brienni dirigides per Aleix Comnè (més tard emperador). Brienni fou derrotat i fet presoner prop de Calaura, a Tràcia, i encara que fou tractat amablement al començament, Boril, un dels cortesans de l'emperador Nicèfor, el va fer cegar.